# Jonas Ems (Kanute)
Jonas Ems (* 26. August 1986 in Hamm) ist ein deutscher Kanute.
Ems ist Sportsoldat in der Sportfördergruppe der Bundeswehr. Zuvor hatte er eine Ausbildung zum Mechatroniker absolviert. 
Der vormals für den Kanu-Ring Hamm startende Kanurennsportler der KG Essen gewann bei den Weltmeisterschaften 2005 die Silbermedaille im Vierer-Kajak über 200 m. Im Jahr 2006 wurde er Deutscher Meister im Einer-Kajak über 200 Meter und besiegte dabei auch den amtierenden Weltmeister über diese Distanz Ronald Rauhe. 2007 ging Ems bei den Heimweltmeisterschaften in Duisburg im Einer-Kajak über 200 m sowie über 500 m an den Start. Über die 200-m-Distanz wurde er überraschend Weltmeister und konnte im Anschluss diese Leistung mit einem unerwarteten 4. Platz in der 500-m-Distanz bestätigen. 2008 qualifizierte er sich für die Teilnahme an den Olympischen Spielen in Peking im Einer-Kajak über 500 m. Nach einem zweiten Platz im Vorlauf belegte er in seinem Halbfinale nur den sechsten Rang und verpasste damit den Finaleinzug, für den ein Platz unter den ersten Dreien nötig gewesen wäre.
Ems lebt zusammen mit der Kanutin Friederike Leue.